# Besidivșciîna, Hrebinka
Besidivșciîna (în ucraineană Бесідівщина) este un sat în comuna Uleanovka din raionul Hrebinka, regiunea Poltava, Ucraina.

## Demografie
Componența lingvistică a localității Besidivșciîna
     Ucraineană (95,77%)
     Rusă (2,11%)
     Alte limbi (1,4%)
Conform recensământului din 2001, majoritatea populației localității Besidivșciîna era vorbitoare de ucraineană (95,77%), existând în minoritate și vorbitori de rusă (2,11%).